# Tricholoma odorum
Tricholoma odorum es un hongo del género agárico Tricholoma. Fue descrito formalmente en 1898 por el micólogo estadounidense Charles Horton Peck.
El sombrero puede alcanzar hasta 6,5 centímetros de diámetro, y su color varía de amarillo pálido a marrón claro. Las láminas, de color amarillento, son apretadas, y el pie puede medir hasta 7 cm de largo. Su sabor es desagradable y la esporada es blanca.

Se encuentra en el este de América del Norte, desde agosto hasta noviembre.
Se considera no comestible.